# Братья Рипенхаузен
Братья Рипенхаузен (нем. Brüder Riepenhausen) — немецкие художники романтического направления, живописцы и гравёры: Франц (1786, Гёттинген — 3 января 1831, Рим) и Иоганнес, или Иоганн Христиан, Рипенхаузен (10 марта 1787, Гёттинген —11 сентября 1860, Рим).

## Биография
Братья были членами большой семьи потомственных немецких художников. Их отец — Эрнст Людвиг Рипенхаузен (6 сентября 1762, Гёттинген — 27 января 1840, Гёттинген) — немецкий рисовальщик и гравёр натуралистического направления. Работал гравёром в университетском городке Геттинген. Иллюстрировал научные публикации профессоров университета. Стал известен в Германии прежде всего благодаря офортам, выполненным по рисункам и картинам английского художника Уильяма Хогарта.
Сыновья Риппенхаузена Старшего сначала учились рисунку и живописи у отца, а затем у И. Г. В. Тишбейна в Академии искусств в Касселе (земля Гессен), с 1805 года в Дрездене (Саксония). В 1805 году братья издали в Дрездене альбом гравюр «очерком» — в модной тогда линеарной манере, ассоциирующейся с древнегреческой вазописью, на темы Троянской войны по мотивам произведений И. В. Гёте.
В 1805 году, увлечённые искусством «римского классицизма» эпохи Высокого Возрождения, особенно творчеством «божественного» Рафаэля, братья уехали жить и работать в Италию, в Рим. Там они сблизились с кружком немецких художников-назарейцев.
К раннему римскому периоду относятся иллюстрации (рисунки мелом) к «Фаусту» Гёте, балладе Ф. Шиллера «Ныряльщик» и его же стихотворной повести «Сражение с драконом» (Der Kampf mit dem Drachen), а также картины из жизни Карла Великого и многие произведения религиозного содержания. В 1822 году братья Рипенхаузен завершили серию картин «История святой Елизаветы» для герцога Кембриджского и копию последней картины Рафаэля «Преображение». В 1825 году братья написали большую картину маслом «Генрих Лев защищает Фридриха Барбароссу от мятежных римлян в 1155 году» (Heinrich der Löwe) на основе эпизода из жизни императора Фридриха I для зала Ордена гвельфов в Ганновере.

## Видение Рафаэля

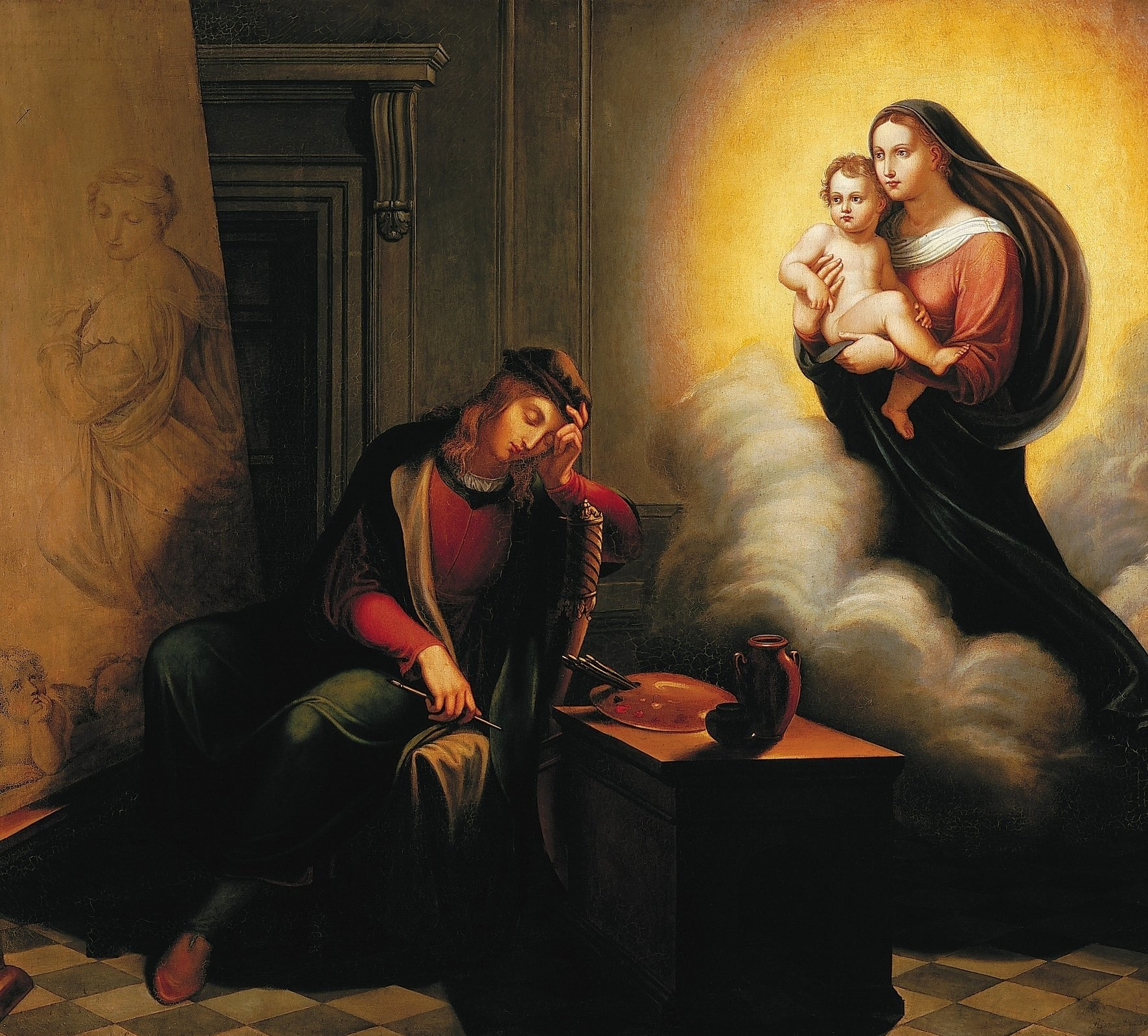
Ф. Рипенхаузен, И. Рипенхаузен. Сон Рафаэля. 1821. Холст, масло. Национальный музей, Познань

Как все художники того времени, братья Рипенхаузен были увлечены творчеством Рафаэля и трагически переживали его раннюю смерть 6 апреля 1520 года в Риме. Они решили посвятить выдающемуся художнику картину и выбрали одну из самых романтических легенд о его жизни. В произведении немецкого писателя-романтика В. Г. Вакенродера «Сердечные излияния отшельника — любителя искусств» (Herzensergießungen eines kunstliebenden Klosterbruders), опубликованном в 1796 году, имеется глава «Видение Рафаэля». В ней рассказана придуманная автором история от лица архитектора Браманте (родственника и близкого друга Рафаэля) о том, как его друг художник «от самых ранних детских лет носил в себе какое-то особенное священное чувство к Матери Божией… После, когда дух его обратился к живописи, его высшим желанием всегда было изобразить деву Марию во всём её небесном совершенстве». Но сколько бы он не пытался это сделать «он не мог удержать этот образ в своей душе… и его смутное предчувствие никак не могло вылиться в ясную, отчётливую картину». И вот однажды ночью, «когда он, как бывало уже не раз, во сне молился пресвятой деве» он увидел «сиянье на стене» и его незавершённое изображение Мадонны «стало совершенно законченной и исполненной жизни картиной». Молва связала это видение с картиной Рафаэля «Сикстинская Мадонна». Такое отношение к творчеству художника и идея «божественного наития» типичны для мышления романтиков той эпохи. В 1797 году рассказ Вакенродера переложил философ и поэт И. Г. Гердер в стихотворение «Образ поклонения». Образ Рафаэля появляется в трагедии И. В. Гёте «Фауст» (1774—1832). В 1821 году братья Рипенхаузен создали свой «зримый вариант» этой легенды о чудесном явлении Девы Марии художнику.

## Последующее творчество и поздние годы
В Риме под влиянием поэта-романтика Людвига Тика братья Рипенхаузен, чтобы быть духовно ближе любимым ими итальянским художникам, приняли католичество (в некоторых источниках называется ранняя дата: 1804 г.). Братья решили издать «Историю живописи в Италии» в гравюрах (Geschichte der Mahlerei in Italien nach ihrer Entwickelung, Ausbildung und Vollendung. Aus den Werken der besten Künstler anschaulich dargestellt und mit kurzen Erläuterungen und Lebensbeschreibungen begleitet. 2 Bände. Cotta, Tübingen 1810; Штутгарт и Тюбинген, 1810—1820, 2 выпуска). Они выполнили серию из 24-х рисунков по картинам итальянских «примитивов» (до Пьетро Перуджино), а также серию рисунков по описаниям Павсания античных картин Полигнота (32 листа) и 16 листов офортов к «Жизни и смерти Женевьевы Брабантской» (Leben und Tod der heiligen Genoveva) Людвига Тика (1799). Стиль живописных картин, рисунков и гравюр братьев Рипенхаузен оставался академичным, одновременно близким творчеству немецких назарейцев в Риме.
После смерти брата Франца в 1831 году Иоганнес Рипенхаузен опубликовал двенадцать рисунков, которые они сделали совместно, чтобы представить жизнь Рафаэля, под названием «Жизнь Рафаэля из Урбино» (Vita di Raffaelle da Urbino; Рим, 1833). В 1855 году Иоганнес Рипенхаузен, который тем временем был назначен придворным художником в Ганновере, и всё ещё работал в Риме, был награждён Рыцарским крестом Королевского ганноверского ордена Гвельфов.

## Галерея

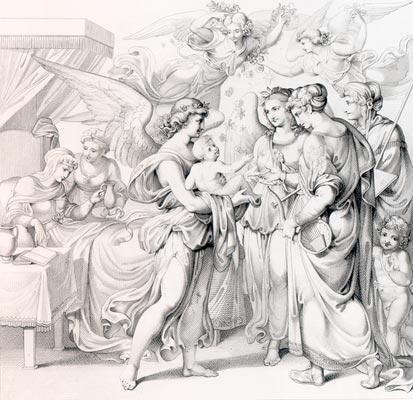
Ф. и И. Рипенхаузен. Рождение Рафаэля. 1816. Резцовая гравюра на меди
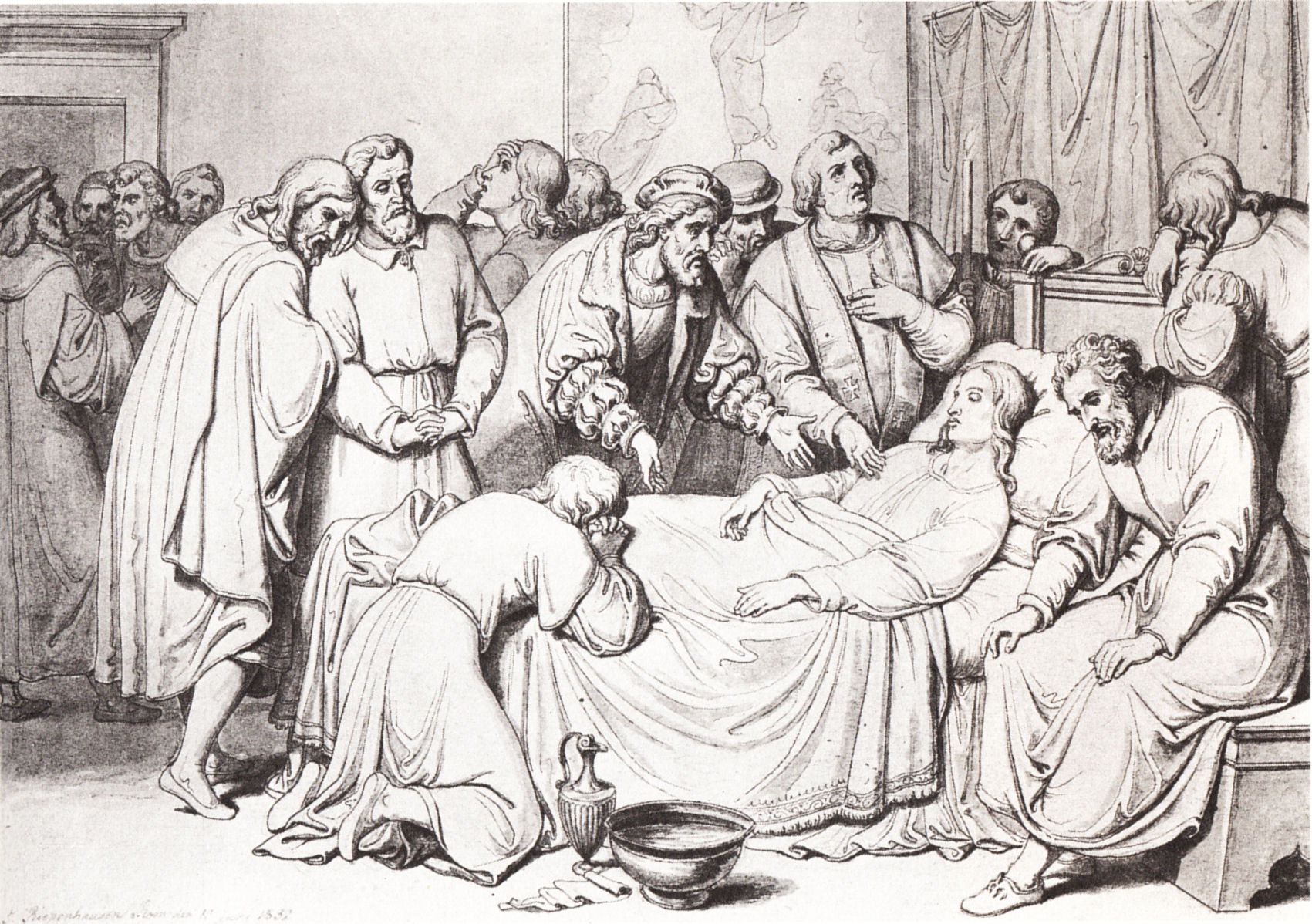
И. Рипенхаузен. Смерть Рафаэля. 1832. Бумага, перо, тушь
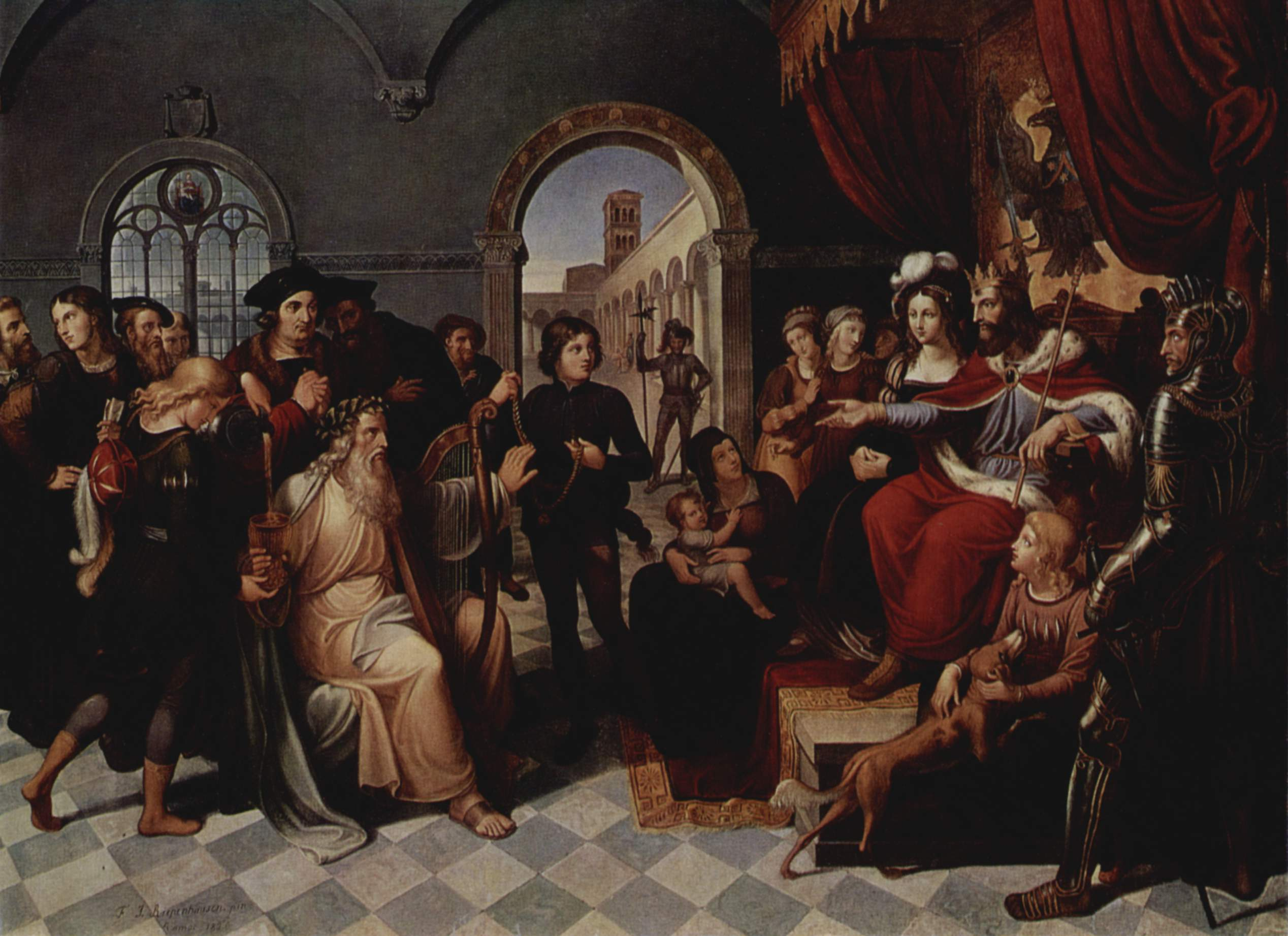
Ф. и И. Рипенхаузен. Певец. 1820. Холст, масло. Государственный Эрмитаж, Санкт-Петербург
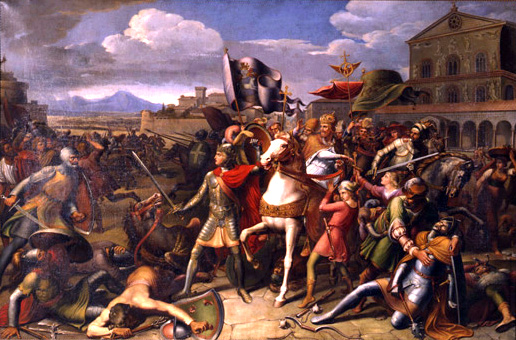
Ф. и И. Рипенхаузен. Генрих Лев защищает Фридриха Барбароссу от мятежных римлян в 1155 году. 1825. Холст, масло. Немецкий исторический музей, Берлин